# Canzone della Moldava

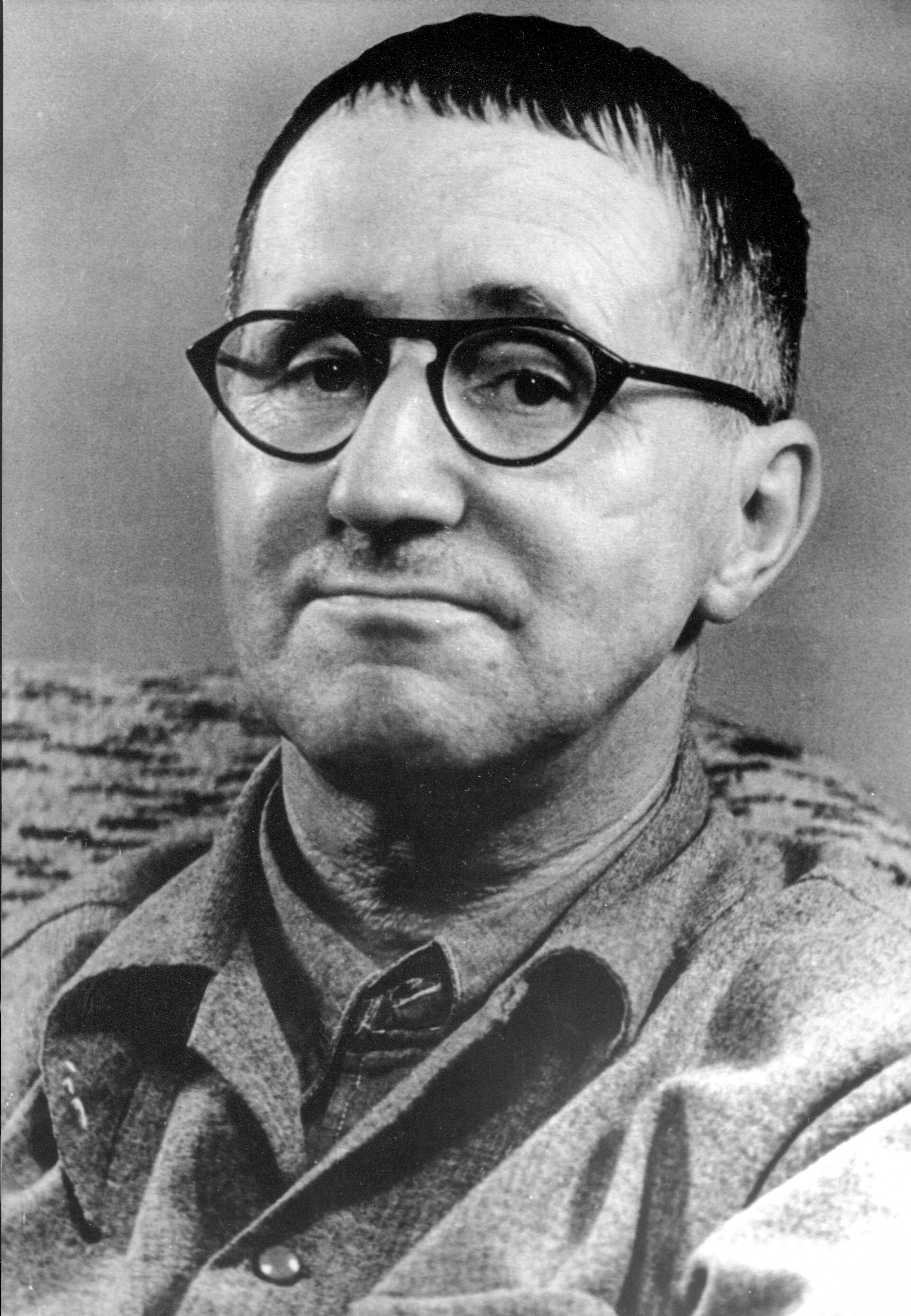
Bertolt Brecht.

La canzone della Moldava (Das Lied von der Moldau) è una poesia del drammaturgo tedesco Bertolt Brecht.
Scritta tra l'agosto ed il settembre 1943 mentre questi si trovava in esilio negli Stati Uniti, rappresenta il frammento di un'opera che Brecht aveva progettato per il suo dramma Schweyk nella seconda guerra mondiale. Nella trasposizione musicale postuma di Hanns Eisler, la canzone ha vinto diversi premi.

## Storia
Il testo, originariamente otto versi (che iniziavano con il verso "Si mutano i tempi"), rappresenta l'ultima strofa della bozza di una canzone di otto strofe che avrebbe dovuto riguardare una leggenda di Praga, secondo la quale il letto del fiume Moldava è riempito delle lacrime del popolo. Poiché Brecht non riuscì a trovare una soluzione soddisfacente per la canzone, le bozze rimasero incompiute. Pubblicata postuma, essa venne messa in musica e arrangiata nel 1956 dal compositore austriaco Hanns Eisler che la portò in una forma di tre strofe di quattro versi ciascuna. In questa forma, gli editori dell'opera teatrale di Schweyk dopo la morte di Brecht inserirono il testo nella sesta scena al posto della prevista canzone Moldava e nel finale.
La melodia di Eisler è ritmicamente basata sul tema del poema sinfonico Die Moldau di Bedřich Smetana  L'opera è ispirata al poemetto sinfonico La Moldava (Die Moldau, in ceco Vltava, inclusa nella raccolta La mia patria) composto da Smetana nel 1874; a sua volta ripresa da una melodia popolare italiana del XVI secolo, La Mantovana, alla base anche dell'inno nazionale israeliano, Hatikva, che Smetana conosceva nella versione svedese intitolata Ack, Värmeland.
Divenne celebre in Italia per l’interpretazione che ne fece Milva nel 1969 durante il programma “io, Bertold Brecht” con Giorgio Strehler.

## Struttura
Es liegen drei Kaiser begraben in Prag.

Das Große bleibt groß nicht und klein nicht das Kleine.

Die Nacht hat zwölf Stunden, dann kommt schon der Tag.
Es wechseln die Zeiten. Die riesigen Pläne

Der Mächtigen kommen am Ende zum Halt.

Und gehn sie einher auch wie blutige Hähne

Es wechseln die Zeiten, da hilft kein Gewalt.
Am Grunde der Moldau wandern die Steine

Es liegen drei Kaiser begraben in Prag.

Das Große bleibt groß nicht und klein nicht das Kleine.

Die Nacht hat zwölf Stunden, dann kommt schon der Tag.»
sepolti a Praga riposan tre re.

A questo mondo niente rimane uguale

la notte più lunga eterna non è.
Si mutano i tempi, l'inutile lotta

di galli violenti futuro non ha.

I folli progetti di tutti i potenti

si oppongono invano al tempo che va.
In fondo alla Moldava vanno le pietre,

sepolti a Praga riposan tre re.

A questo mondo niente rimane uguale

la notte più lunga eterna non è.»
La poesia è composta da tre strofe di quattro versi ciascuna, essendo l'ultima e la prima strofa identiche. Nella versione originale tedesca la rima alternata (abab cdcd abab) consente una transizione graduale dei versi, garantendo un certo ritmo. Al contrario, la rima finale (Die Nacht hat zwölf Stunden, dann kommt schon der Tag) è una rima pura, che si traduce in un movimento ondulatorio. Da notare l'anafora per cui sono perfettamente identiche la prima e l'ultima strofa. La poesia è particolarmente caratterizzata dal punto di vista linguistico dalle "immagini inalterate", caratteristica tipica delle opere di Brecht.

## Tematiche
È forte il richiamo al socialismo e all'esilio in cui era confinato; il lied ha forte valenza antibellica, antinazista e rivoluzionaria, sia per il contesto drammaturgico in cui è posto, e come nelle altre opere forte è la speranza propositiva che "il tempo verrà" e che "i piani grandiosi dei duci si arrestano un giorno". Tuttavia, oltre che il riferimento al clima della guerra in corso sono molte altre le interpretazioni del dramma. Può essere intesa come una parabola della caducità delle condizioni prevalenti (“il grande non resta grande e il piccolo non resta il piccolo”) o come “conforto e speranza per i deboli e gli inferiori”.
Inoltre a Praga, città in cui scorre la Moldava (fiume) e che allora era in un clima confuso, sconvolta dalla guerriglia e dalla rivoluzione, sono sepolti gli imperatori Carlo IV, Ferdinando I, l'Massimiliano II e l'Rodolfo II: forse un riferimento patriottico  ai tempi in cui Praga ancora era fiorente; è discutibile se si tratti di un'inesattezza, di una libertà poetica o di una deliberata cancellazione il motivo per cui Brecht nomini solo tre imperatori (da ipotizzare che abbia volutamente escluso il marito di Maria di Spagna); Brecht allude a Rodolfo II della dinastia degli Asburgo nella persona del terzo imperatore. I tre imperatori potrebbero anche essere un chiaro riferimento ai "tre re", in realtà ufficiali che si occupavano di spionaggio e boicottaggio nella resistenza ceca: Josef Balabán, Václav Morávek, Josef Mašín.

## Nella cultura di massa
La canzone della Moldava, per il messaggio di pace che porta, è stata ripresa da una lunga serie di artisti e gruppi tra cui Katja Ebstein, Gisela May, Milva, Dagmar Krause, l'Eisler Trio e i Barbez  nelle più diverse forme stilistiche di genere ed arrangiamento e tradotta in varie lingue.

### Versioni
- La versione originale tedesca e di Hanns Eisler ed interpretata da Gisela May[8];
- la traduzione italiana è di Luigi Lunari ed è stata curata da Giorgio Strehler. Benché non perfettamente fedele essa è la versione più popolare per la congruenza nota-sillaba:[9] interpretata da Milva nell'album "Brecht" del 1975, registrato dal vivo al Teatro Metastasio di Prato, mentre al pianoforte c'è Beppe Moraschi;
- quella greca è stata interpretata[10] da Maria Farandouri e uscita nell'album del 1979 "Η Μαρία Φαραντούρη Τραγουδάει Μπρεχτ" ("Maria Farandouri canta Brecht");
- la versione finlandese è di Elvi Sinervo e Ilkka Ryömä;
- la versione irlandese di Gabriel Rosenstock.
- quella inglese è di John Willett;
- la versione polacca è stata interpretata da Leszek Berger.